# 1316
- Wikisource

| Calendário gregoriano                                                        | 1316 MCCCXVI                                         |
| Ab urbe condita                                                              | 2069                                                 |
| Calendário arménio                                                           | 765 – 766                                            |
| Calendário bahá'í                                                            | -528 – -527                                          |
| Calendário budista                                                           | 1860                                                 |
| Calendário chinês                                                            | 4012 – 4013 Início a 25 de janeiro (aproximadamente) |
| Calendário copta                                                             | 1032 – 1033                                          |
| Calendário etíope                                                            | 1308 – 1309                                          |
| Calendários hindus - Vikram Samvat - Calendário nacional indiano - Cáli Iuga | 1371 – 1372 1237 – 1238 4416 – 4417                  |
| Calendário Holoceno                                                          | 11316                                                |
| Calendário islâmico                                                          | 716 – 717                                            |
| Calendário judaico                                                           | 5076 – 5077                                          |
| Calendário persa                                                             | 694 – 695                                            |
| Calendário rúnico                                                            | 1566                                                 |
| Calendário solar tailandês                                                   | 1859                                                 |

1316 (MCCCXVI, na numeração romana) foi um ano bissexto do século XIV do Calendário Juliano, da Era de Cristo, e as suas letras dominicais foram D e C (53 semanas), teve  início a uma quinta-feira e terminou a uma sexta-feira.
| Ano completo                           |
| -------------------------------------- |
| Ano bissexto com início à quinta-feira |

## Eventos
- Eleito o Papa João XXII.

## Nascimentos
- 15 de Novembro - Rei João I de França (morre cinco dias depois)